# Tom Semmler
Tom Semmler (* 10. Dezember 1988 in Plauen/Vogtland) ist ein deutscher Theater- und Filmschauspieler, Multiinstrumentalist und Synchronsprecher.

## Leben
Semmler besuchte das Adolph-Diesterweg-Gymnasium Plauen, wo er auch als Tenor im Kammerchor sang. Im Theater Plauen-Zwickau spielte er seit seinem 13. Lebensjahr im Jugendtheaterclub unter der Regie von Tamara Korber den Moritz Stiefel in Frühlings Erwachen über 65 Vorstellungen und wurde bereits als 15-Jähriger für verschiedenen Produktionen als Teil des Ensembles engagiert.
Er ist Gründungsmitglied der Plauener Band 333. Er spielt dort von 2007 bis 2013 Schlagzeug und sang. Beim 15. Zwickauer Musikforum im Alten Gasometer wurde die Band als Gewinner der Kategorie U21 ausgezeichnet.
Von 2012 bis 2016 absolvierte Semmler seine Schauspielausbildung an der Hochschule für Musik, Theater und Medien Hannover. Für seine Diplomarbeit hospitierte er in Russland bei der Schauspieltruppe „Brusnikina“ am Tschechow-Kunsttheater Moskau.
Im letzten Jahr seiner Ausbildung spielte Semmler am Altonaer Theater in Hamburg in dem Musiktheaterstück Backbeat – die Beatles in Hamburg unter der Regie von Franz-Joseph Dieken. Seit 2016 gastiert er am Theater Lübeck. In der ersten deutschsprachigen Theaterfassung des Stückes In der Bar zum Krokodil über die Comedian Harmonists, gibt Tom den 2. Tenor Erich Collin. Im selben Jahr verkörperte er am Altonaer Theater u. a. die Rolle des Mario in dem Theaterstück Am kürzeren Ende der Sonnenallee.
Im Dokudrama Der Gigant des Nordens – Hamburgs Aufstieg zum Welthafen spielte er 2016 die Rolle des Großgrundbesitzers Wirad von Boizenburg.
Sein Filmdebüt gab Semmler 2017 in dem Rape-And-Revenge Liebesfilm Figaros Wölfe. Hier spielte er an der Seite von Franz Rogowski die Titelfigur Figaro. Der Film feierte beim Fantasy Filmfest seine Premiere und lief auch beim Transilvania International Film Festival.
2017 begann Tom als Synchronschauspieler in Berlin zu arbeiten. Seine erste Rollensynchronisation hatte er in The Get Down, wo er die Rolle des Marshall Strawbridge sprach. 2019 lieh Semmler als Synchronschauspieler insgesamt 8 Charakteren in dem Kinospielfilm Freies Land seine Stimme. In der Hörspielserie Professor van Dusen (die neuen Fälle) wirkte Tom Semmler 2020 als Hildendorff mit.
Tom Semmler lebt mit seiner Familie in Berlin.

## Filmografie
- 2016: Gigant des Nordens – Hamburgs Aufstieg zum Welthafen
- 2017: Figaros Wölfe

## Theater
- 2016–2020: In der Bar zum Krokodil – Die Comedian Harmonists, als Erich Collin 2. Tenor, Theater Lübeck // Regie: Pit Holzwarth
- 2017: Der Räuber Hotzenplotz – als Seppel, Theater Lübeck // Regie: Jan Jochymski
- 2015–2017: Backbeat – Die Beatles in Hamburg, als Ringo Starr, Bert Kämpfer uvm., Altonaer Theater // Regie: Franz-Josepf Dieken
- 2016: Am kürzeren Ende der Sonnenallee nach Thomas Brussig, als Mario // Regie: Peter Dehler

## Synchron (Auswahl)
- 2020: Harlots – Haus der Huren (3. Staffel)
- 2019: Freies Land, diverse Rollen // Regie: Christian Alvart
- 2018: Jurassic World 2
- 2018: Salamander
- 2018: Marvel’s Daredevil
- 2018: Detroit
- 2017: The Get Down